# آواز در باران (مجموعه تلویزیونی)
آواز در باران یک مجموعه تلویزیونی محصول سال ۱۳۸۷ به کارگردانی، نویسندگی صدرالدین شجره و تهیه‌کنندگی صدیقه صحت می‌باشد که از شبکه چهار پخش شد.
داستان این سریال دربارهٔ زندگی پرافت و خیز یک سرهنگ تبعیدی در دوران پهلوی است که از فرمان تیر تعدادی از مبارزان سرباز می‌زند. وقتی این خبر به مقامات بالاتر گزارش می‌شود، سرهنگ خلع درجه می‌شود و به زاهدان تبعید می‌شود. او بعد از ۲۵ سال سکونت در زاهدان با یک تاجر چای دوست می‌شود و علاوه بر آن در تجارت نیز با هم همکاری می‌کنند. او اهل بوشهر است و وابستگی‌هایی به رئیسعلی دلواری دارد. علاوه بر این سرهنگ که ذوق نویسندگی هم دارد، شروع به نوشتن رمانی با موضوع مشکلات اجتماعی می‌کند.
مجموع این اتفاقات باعث می‌شود ساواک و نیروهای امنیتی نسبت به او حساستر شوند. پس از آن فردی که به عنوان رئیس سازمان امنیت زاهدان منصوب می‌شود، قبلاً نیز مناسباتی با سرهنگ داشته است. او فرزند یکی از گماشتگان اوست که کودکیاش را در خانه او گذرانده و مجموع اتفاقاتی که در آن زمان افتاده، باعث شده او بخواهد در این موقعیت با سرهنگ تسویه حساب کند…

## بازیگران
- اکبر زنجانپور
- بهزاد فراهانی
- میکائیل شهرستانی
- سامیه لک
- رسول نجفیان
- زهرا سعیدی
- فرخ نعمتی
- آزیتا لاچینی